# Johannes Kober

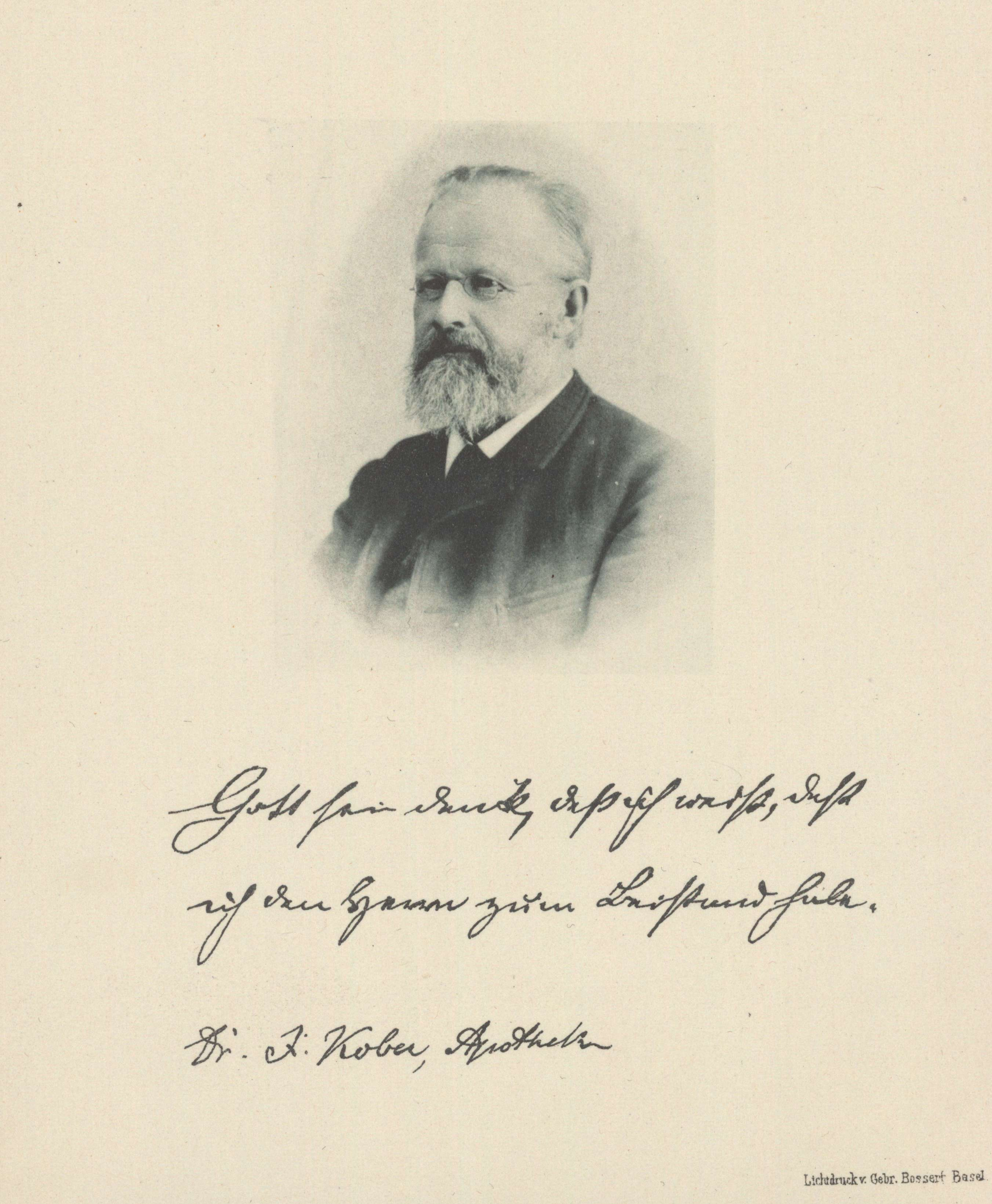
Johannes Kober-Oeffinger (zwischen 1876 und 1896)

Johannes Kober (* 29. Mai 1840 in Mötzingen; † 24. November 1896 in Basel) war ein deutscher Apotheker und Zoologe.

## Leben
Kober wollte zuerst Theologie studieren und bereitete sich darauf mit einem Seminar in Maulbronn vor. Durch ständige Kopfschmerzen musste er den Beruf wechseln und wurde zum Apotheker-Lehrling in der Apotheke in Mainhardt. Er war Gehilfe in verschiedenen Apotheken, zuletzt in Nagold. Von 1866 bis 1867 studierte er Pharmazie an der Universität Tübingen und machte 1867 dort sein Apothekerexamen. Danach war er ein Jahr angestellter Apotheker in der Goldenen Apotheke in Basel.
Nach weiteren wissenschaftlichen Studien pachtete er als Schwiegersohn die Apotheke von Oeffinger in Nagold. Nachdem sein Schwager die Apotheke übernommen hatte, zog er nach Basel und studierte dort Zoologie und Anatomie und promovierte mit einer anatomischen Arbeit. 1879 trat er als Teilhaber in die Goldene Apotheke ein, aus der er zehn Jahre später wieder austrat, um die Holbein-Apotheke in Basel zu übernehmen.
Johannes Kober arbeitete wissenschaftlich als Zoologe und schrieb eine Arbeit über den Maulwurf, außerdem eine Naturgeschichte der Tiere, eine vergleichende Arbeit über Ammoniten des schwäbischen und des Schweizer Jura sowie eine Biographie über Christian Friedrich Spittler, den Gründer der Pilgermission St. Chrischona. Seiner wissenschaftlichen Arbeit kam er abends nach der Arbeit in der Apotheke nach. Nebenher gründete er in seiner Holbein-Apotheke ein chemisch-physiologisches und bakteriologisches Laboratorium und erhielt Untersuchungen von Ärzten aus Basel.

## Veröffentlichungen
- Maulwurf und Nagetiere. Deren Nutzen oder Schaden und die wirksame Bekämpfung der Letzteren. Biologisch und anatomische Skizze mit Holzschnitt. Stuttgart 1877
- Vergleichende anatomische Beiträge zur Geschichte des Thränenbeins. Dissertation Basel 1879, Stuttgart (1879)
- Studien über Talpa europaea, In: Verhandlungen der Naturforschenden Gesellschaft Basel. Teil 7, Heft 1, Basel (1882)
- Christian Friedrich Spittlers Leben. Basel 1887